# Muhammad ibn Abd al-Aziz Al Su’ud
Muhammad ibn Abd al-Aziz Al Su’ud (ur. 4 marca 1910, zm. 25 listopada 1988) - członek królewskiej rodziny Saudów. 
Syn Ibn Su’uda, brat Chalida i przyrodni brat pozostałych królów Arabii Saudyjskiej. Po obaleniu króla Su’uda będąc następnym w kolejce tronu, zrzekł się praw do korony na rzecz Fajsala. Przez kolejne dwadzieścia lat zakulisowo oddziaływał na politykę Arabii Saudyjskiej, mając poważny wpływ na decyzje podejmowane przez kolejnych jej monarchów.